# Plate
Plate ist eine Gemeinde im Landkreis Ludwigslust-Parchim in Mecklenburg-Vorpommern (Deutschland). Sie wird vom Amt Crivitz mit Sitz in Crivitz verwaltet und ist eine der größten Dorfgemeinden in Mecklenburg-Vorpommern.

## Geografie

### Geografische Lage
Plate liegt 7,5 Kilometer südöstlich von Schwerin und acht Kilometer südwestlich von Crivitz im Landschaftsschutzgebiet Lewitz. Nördlich des Ortsteils Peckatel liegt die Quelle der Bietnitz. Höchster Punkt im Gemeindegebiet ist eine Anhöhe im Nordwesten mit 67,5 m ü. NHN. Östlich von Banzkow existiert eine kleine 2,3 Kilometer lange und 400 Meter breite Exklave der Gemeinde.

### Gemeindegliederung
Die Gemeinde Plate gliedert sich in die Ortsteile Plate, Consrade und Peckatel.

## Geschichte

### Vorgeschichte
In der Feldmark von Plate liegt ein neolithisches Erdwerk. Bei Ausgrabungen für eine Erdgastrasse wurden ein Siedlungsplatz der Maglemose-Kultur, ein Glockenbecher und frühbronzezeitliche Darrgruben entdeckt. In der Feldmark von Peckatel wurde 1843 beim Eisenbahnbau der Kultwagen von Peckatel bei der Ausgrabung eines Grabhügels der Bronzezeit gefunden.

### Seit der Ortsgründung

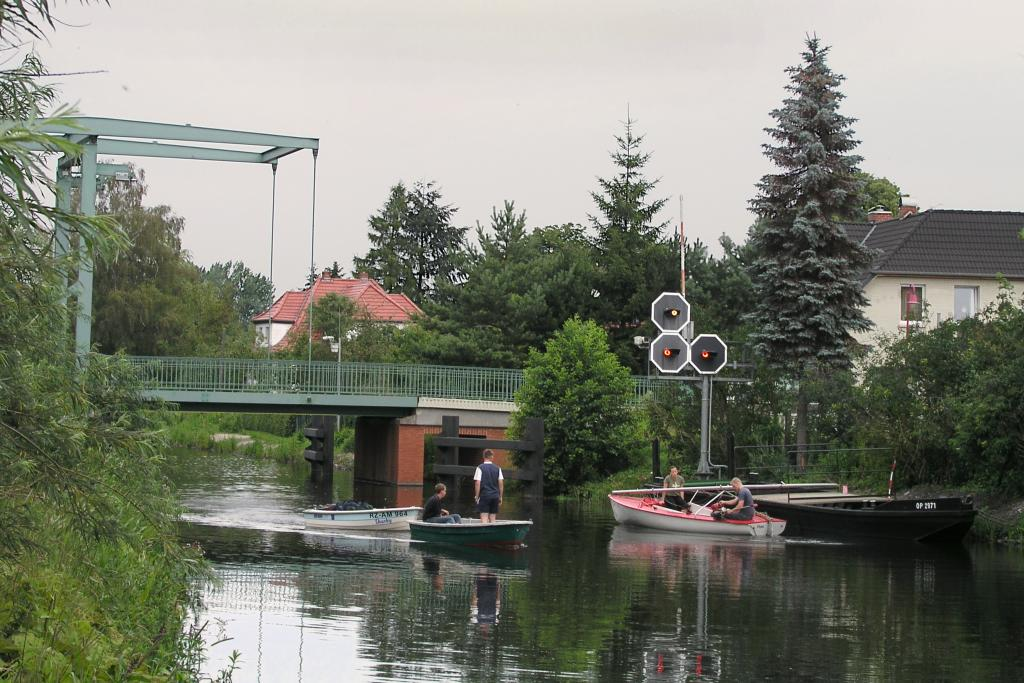
Stör-Wasserstraße

Das Kirchdorf Plate (Plote – slawisches Wort für Zaun) wird bereits 1191 erwähnt. In einer päpstlichen Urkunde wurde festgehalten, dass die Einkünfte aus dem Schifffahrtszoll in Plate der Beschaffung von Lichtern für den Schweriner Dom dienen sollten. Zu der Zeit erwarb das Domkapitel sehr viel Land in Plate, später ging es in Dominalbesitz über, und die Herzöge verliehen dem Ort Zoll- und Fischereigerechtigkeit. Plate entwickelte sich zu einem Bauern- und Büdnerdorf. 1567 wurde die erste Brücke mit zugehöriger Zollstelle über die Stör gebaut.
Das Patronat für die Kirche war von Anfang an in landesherrlichem Besitz. Nach einem Kirchenvisitationsprotokoll aus dem Jahr 1534 beriefen die Herzöge Heinrich und Albrecht 1518 Johann Flomhelt zum Kirchenherrn von Plate und ihrer Tochterkirchen in Banzkow und Consrade. Peckatel wurde nachweislich 1596 Tochterkirche von Plate. 1849 wurde die Kirche in Plate als neugotischer Backsteinbau nach einem Entwurf des Schweriner Architekten Theodor Krüger errichtet.
Durch Plate verlief nach der Kapitulation Deutschlands 1945 direkt an der Stör zeitweilig die Demarkationslinie zwischen der Roten Armee und den Truppen der Westmächte.
Der private Radiosender Antenne MV sendete von Mai 1993 bis Februar 2016 aus Plate.
Am 21. Mai 2009 wurde die Gemeinde von einem F2-Tornado getroffen, der unter anderem mehr als 60 Häuser beschädigte und einen Sachschaden von über 3,5 Millionen Euro verursachte.
Von 1952 bis 1994 gehörte Plate zum Kreis Schwerin-Land (bis 1990 im DDR-Bezirk Schwerin, 1990–1994 im Land Mecklenburg-Vorpommern). Nach der Wendezeit wurde 1994 die Gemeinde in den Landkreis Parchim eingegliedert. Seit der Kreisgebietsreform 2011 liegt sie im Landkreis Ludwigslust-Parchim.

## Bevölkerung
| Jahr | Einwohner |
| ---- | --------- |
| 1990 | 1882      |
| 1995 | 2790      |
| 2000 | 3788      |
| 2005 | 3627      |
| 2010 | 3395      |
| 2015 | 3315      |

| Jahr | Einwohner |
| ---- | --------- |
| 2020 | 3324      |
| 2021 | 3312      |
| 2022 | 3307      |
| 2023 | 3391      |

Stand: 31. Dezember des jeweiligen Jahres

## Politik

### Gemeindevertretung
Die Gemeindevertretung von Plate besteht aus 14 Mitgliedern. Die Kommunalwahl am 9. Juni 2024 führte bei einer Wahlbeteiligung von 75,3 % zu folgendem Ergebnis:
| Partei / Wählergruppe             | Stimmenanteil 2019 | Sitze 2019 |  | Stimmenanteil 2024 | Sitze 2024 |
| --------------------------------- | ------------------ | ---------- |  | ------------------ | ---------- |
| CDU                               | 55,9 %             | 8          |  | 48,4 %             | 7          |
| Wählergruppe Gemeinde Plate (WGP) | –                  | –          |  | 36,7 %             | 5          |
| SPD                               | 16,9 %             | 2          |  | 14,9 %             | 2          |
| Freie Wähler Plate (FWP)          | 11,4 %             | 2          |  | –                  | –          |
| Bündnis 90/Die Grünen             | 06,3 %             | 1          |  | –                  | –          |
| Einzelbewerberin Madlen Spelling  | 09,6 %             | 1          |  | –                  | –          |
| Insgesamt                         | 100 %              | 14         |  | 100 %              | 14         |

### Bürgermeister
| | |  |
| - 1919–1933: Friedrich Wehmer (SPD) - 1933- : Friedrich Behring - 1945 : Otto Ihde (Westteil des Dorfes) - 1945 : Ernst Hildebrand (Ostteil des Dorfes) - 1945–1946: Friedrich Wehmer (SPD) - 1946–1947: Johann Kort - 1947–1949: Heinrich Bubbert - 1949–1950: Hans Frank - 1950–1952: Erwin Wehmer - 1952–1954: Wilhelmine Puls - 1954–1955: Gottfried Szilles | - 1955–1973: Henry Küster - 1973–1975: Günter Sukow - 1975–1983: Benno Hermann - 1983–1984: Ernst Tangermann - 1984–1988: Ulrich Streuer - 1988–1990: Karl-Heinz Günzel - 1990–1992: Karl-Heinz Sorge - 1992–2009: Albert Hilbig - 2009–2014: Hans-Ekkehard Bauer - 2014–2024: Ronald Radscheidt - seit 2024: Madlen Spelling |  |

Radscheidt wurde in der Bürgermeisterwahl am 26. Mai 2019 ohne Gegenkandidat mit 70,6 % der gültigen Stimmen in seinem Amt bestätigt.
Madlen Spelling (Wählergruppe Gemeinde Plate) wurde in der Bürgermeisterstichwahl am 23. Juni 2024 mit 51,6 % der gültigen Stimmen für eine Amtszeit von fünf Jahren gewählt.
Quelle für die Bürgermeister bis 2009: 

### Wappen
| Wappen von Plate | Blasonierung: „In von Rot und Gold schräglinks geteiltem Schild eine leicht gewölbte Brücke mit rechts und links je einem kleinen und in der Mitte einem großen Durchlass in verwechselten Farben.“ |
| Wappen von Plate | Wappenbegründung: In dem Wappen soll die Brücke, das Wahrzeichen der Gemeinde, den seit mehreren Jahrhunderten bestehenden Übergang über die Stör versinnbildlichen. Die Farben erinnern an die Zugehörigkeit des Ortes zur einstigen Grafschaft Schwerin. Das Wappen wurde vom Crivitzer Klaus Plüschke gestaltet. Es wurde am 20. November 1995 durch das Ministerium des Innern genehmigt und unter der Nr. 95 der Wappenrolle des Landes Mecklenburg-Vorpommern registriert. |

### Flagge
Die Gemeinde verfügt über keine amtlich genehmigte Flagge.

### Dienstsiegel
Das Dienstsiegel zeigt das Gemeindewappen mit der Umschrift „GEMEINDE PLATE“.

### Partnergemeinde
- Sörup (Schleswig-Holstein)

## Sehenswürdigkeiten

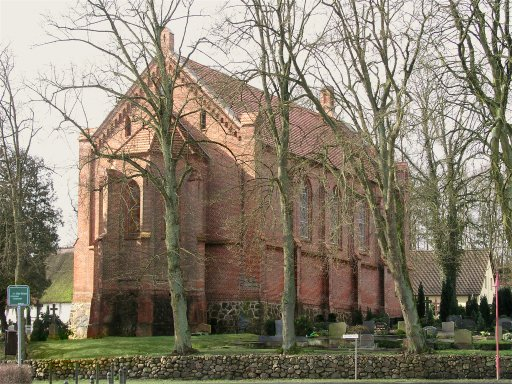
Kirche in Plate

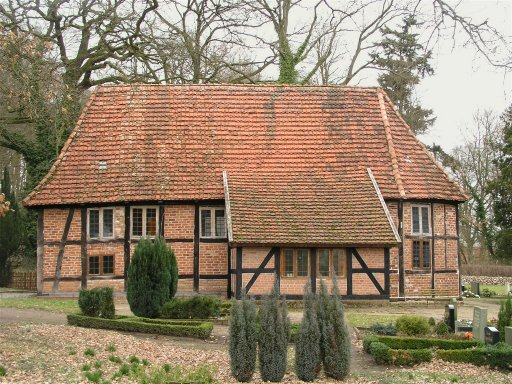
Kapelle in Consrade

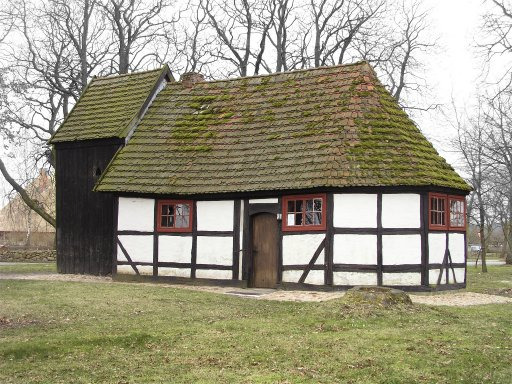
Kapelle in Peckatel

→ Siehe auch Liste der Baudenkmale in Plate
- Kirche in Plate

Der  Schweriner Architekt Theodor Krüger entwarf die 1848/49 errichtete fünfjochige neugotische Kirche mit einem Chorpolygon. Sie steht auf einem hohen Sockel mitten im Dorf. Es gab früher einen Glockenturm am Westgiebel, durch einen Brand wurde er 1874 zerstört. Stattdessen befindet sich neben dem Westgiebel ein Glockenstuhl. Die beiden Glocken stammen aus der Wismarer Werkstatt von Eduard Albrecht und wurden 1874 gegossen. In der Kirche befindet sich eine Orgel aus der Werkstatt des Schweriner Orgelbauers Friedrich Friese, die 1873 eingebaut wurde.
- Kapelle in Consrade

Der turmlose Fachwerkbau ist im Osten dreiseitig geschlossen, das deutet auf eine Erbauung im 16. Jahrhundert hin, andere Details lassen eher auf das 17. Jahrhundert schließen. In den Jahren 1831 und 1968 wurde die Kirche grundlegend renoviert und innen teilweise umgestaltet. Das Innere besteht aus einem ungeteilten Raum mit flacher Decke.
- Kapelle in Peckatel

Die Kirche gilt als kleinste Fachwerkkirche Mecklenburgs. Sie ist 1692 gebaut worden. Im Osten ist sie dreiseitig geschlossen. Im Westen ist ein niedriger, verbretterter Holzturm mit Satteldach angebaut. Dessen Bretter sollen aus dem Holz des Vorgängerbaus gewonnen worden sein. Es handelte sich um eine kleine Kapelle, die im Dreißigjährigen Krieg zerstört wurde. Die Kirche wird von einem mit alten Bäumen bestandenen Dorfanger umgeben, der vormals ein Friedhof war. Früher wurde die Kirche nur zu den Buß- und Bettagen genutzt.

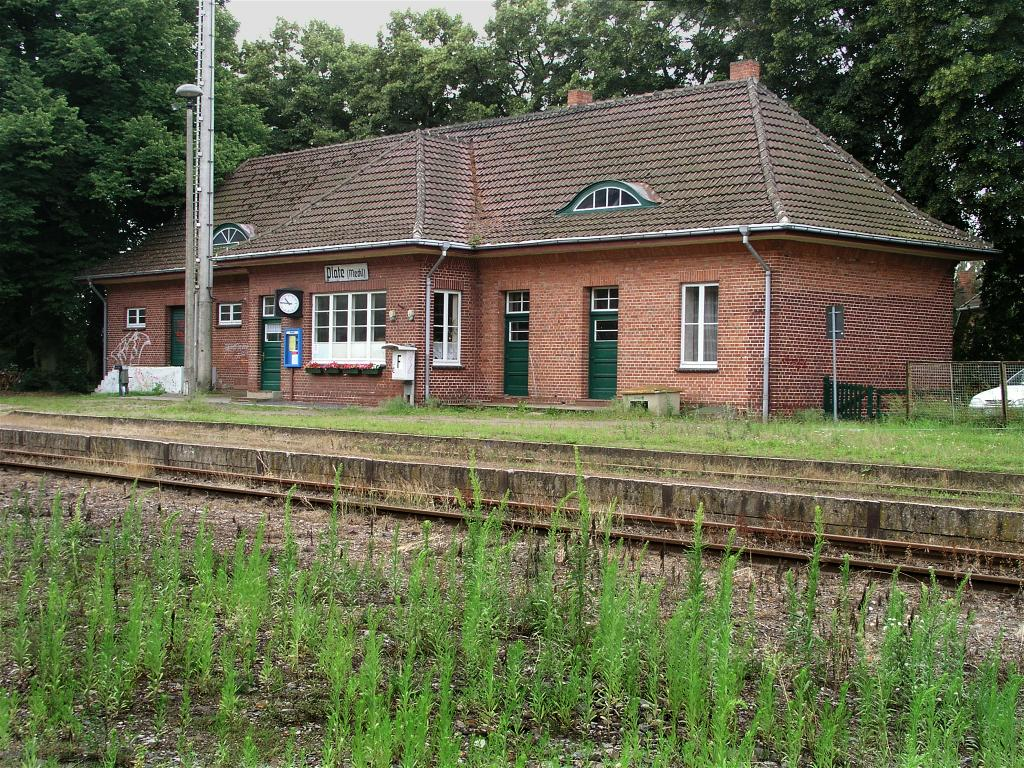
Haltepunkt Plate

- Feuerwehrmuseum in Plate

## Wirtschaft und Infrastruktur

### Verkehr
Plate liegt an der Kreisstraße SN 12 zwischen Schwerin und Goldenstädt. Die Autobahn A 14 (Wismar–Kreuz Schwerin) führt durch das Gemeindegebiet. Die nächstgelegene Anschlussstelle ist Schwerin-Ost in 9 km Entfernung.
Der Haltepunkt Plate (Meckl) an der Bahnstrecke Schwerin–Parchim wird von der Regionalbahnlinie RB 13 (Rehna–Schwerin–Parchim) bedient.
Plate liegt an der Stör-Wasserstraße. Über sie verlief bis 2005/2006 eine Zugbrücke, die durch einen Hubbrücken-Neubau ersetzt wurde.

### Bildung
- Naturgrundschule Plate,  Friedrich-Wehmer-Straße 52, über Solartechnik beheizt

## Persönlichkeiten

### Söhne und Töchter der Gemeinde
- Heinrich Pommerencke (1821–1873), Porträtmaler
- Theodor Klaehn (1883–1963), Pädagoge, Synodalpräsident
- Friedrich Wehmer (1885–1964), Politiker (SPD, VdgB)
- Heinz Kaphengst (1932–1992), Mathematiker, geboren in Peckatel

### Mit Plate verbundene Persönlichkeiten
- Jürgen Hebert (1933–2008), Pfarrer in Plate